# Alchemilla oscensis
Alchemilla oscensis är en rosväxtart som beskrevs av S. Fröhner. Alchemilla oscensis ingår i släktet daggkåpor, och familjen rosväxter. Inga underarter finns listade i Catalogue of Life.